# Nicolae Guță
Nicolae Guță, de son vrai nom Nicolae Linguraru, né le 3 décembre 1967, est un chanteur roumain d'origine Rom. C'est l'un des plus célèbres chanteurs de manele, ce courant musical développé dans les pays de l'Est au cours des années 1990.

## Biographie
Nicolae Guță est né dans une famille de musiciens Roms de la région de Petroșani, ville minière du sud de la Transylvanie.
Avant de devenir un chanteur populaire, Nicolae Guță a travaillé pour les Chemins de fer roumains à Petroșani dans une équipe de travailleurs Roms, jusqu'à ce qu'ils soient tous licenciés. Nicolae Guță garde de cette époque un profond respect pour les Roms ; selon lui, même s'ils ne vont pas à l'école, ils sont diplômés de « l'école de la vie ».
Par la suite, Nicolae Guță est pistonné par un ami et obtient un poste de cadre à la Régie des eaux de Petroșani, où il travaille pendant 8 ans. Il n'aime pas son travail, et c'est à cette époque qu'il découvre ce qui sera sa vocation : la musique. Nicolae Guță commence alors à chanter aux mariages et aux fêtes.
À la chute du communisme en 1989, Nicolae commence sa carrière de chanteur de manele dans un restaurant de Timișoara. Il ne lui faut que très peu de temps pour être remarqué et surnommé « le roi des manele ».
Nicolae Guță est également un agent immobilier. Il fait la promotion de son agence en même temps que celle de sa musique sur son site Internet officiel.

### Vie privée
Nicolae Guță a deux fils et deux filles. Son frère Samir est un homme d'affaires connu en Roumanie qui partage avec Nicolae le fait de vivre dans la région d'Iscroni.

## Discographie
Nicolae Guță apparaît sur plus de 50 disques, il est assez difficile de recenser tous ses disques. Citons néanmoins :
- Duete
- Vine Mafia
- Am pornit de jos
- De nombreux duos avec sa fille Nicoleta Guță, ou d'autres chanteurs de manele